# Championnats d'Europe de roller de vitesse 2005
Navigation
Édition précédente Édition suivante
Les championnats d'Europe de roller course 2005, ont lieu du 1 août au 7 août 2005 en Allemagne; à Jüterbog pour les compétitions sur piste, Niedergörsdorf pour celles sur route et Ludwigsfelde pour le marathon.

## Podiums

### Femmes
| Épreuves             | Or                                                         | Argent                                                    | Bronze                                              |
| Piste                | Piste                                                      | Piste                                                     | Piste                                               |
| -------------------- | ---------------------------------------------------------- | --------------------------------------------------------- | --------------------------------------------------- |
| 300 m                | Estelle Flourens                                           | Denise Traini                                             | Erika Zanetti                                       |
| 500 m sprint         | Estelle Flourens                                           | Maria Laura Orru                                          | Sheila Posada                                       |
| 1 000 m sprint       | Estelle Flourens                                           | Erika Zanetti                                             | Sandra Gómez                                        |
| 10 000 m à points    | Nathalie Barbotin                                          | Nadine Gloor                                              | Simona Di Eugenio                                   |
| 15 000 m             | Simona Di Eugenio                                          | Nathalie Barbotin                                         | Serena Di Francesco                                 |
| 5 000 m par équipes  | France Nathalie Barbotin Aurélie Duchemin Estelle Flourens | Pays-Bas Elma de Vries Tijn Ponjee Foske van der Wal      | Italie Laura Lardani Laura Lombardo Simona Spinozzi |
| Route                |                                                            |                                                           |                                                     |
| 200 m                | Maria Laura Orru                                           | Nicoletta Falcone                                         | Estelle Flourens                                    |
| 500 m                | Nicoletta Falcone                                          | Maria Laura Orru                                          | Elma de Vries                                       |
| 10 000 m à points    | Laura Lombardo                                             | Nadine Gloor                                              | Elma de Vries                                       |
| 20 000 m             | Laura Lardani                                              | Nathalie Barbotin                                         | Cinzia Ponzetti                                     |
| 10 000 m par équipes | Allemagne Jana Gegner Tina Strüver Sandra Wieduwilt        | Italie Nicoletta Falcone Maria Laura Orru Simona Spinozzi | Espagne Sandra Gómez Sheila Posada Nuria Torres     |
| Longue distance      |                                                            |                                                           |                                                     |
| 42 195 m             | Michaela Neuling                                           | Laura Lardani                                             | Hilde Goovaerts                                     |

### Hommes
| Épreuves             | Or                                                    | Argent                                                  | Bronze                                                   |
| Piste                | Piste                                                 | Piste                                                   | Piste                                                    |
| -------------------- | ----------------------------------------------------- | ------------------------------------------------------- | -------------------------------------------------------- |
| 300 m                | Gregorio Duggento                                     | Thomas Boucher                                          | Pascal Briand                                            |
| 500 m sprint         | Patrizio Triberio                                     | Florian Leveufre                                        | Daniel Zschätzsch                                        |
| 1 000 m sprint       | Thomas Boucher                                        | Guido Cicconi                                           | Raphael Pfulg                                            |
| 10 000 m à points    | Alexis Contin                                         | Matteo Amabili                                          | Arjan Smit                                               |
| 15 000 m             | Yann Guyader                                          | Alexis Contin                                           | Matteo Amabili                                           |
| 5 000 m par équipes  | France Julien Despaux Thomas Boucher Florian Leveufre | Italie Andrea Bighin Fabio Francolini Patrizio Triberio | Suisse Alain Gloor Raphael Pfulg Roger Schneider         |
| Route                |                                                       |                                                         |                                                          |
| 200 m                | Patrizio Triberio                                     | Matthias Schwierz                                       | Julien Despaux                                           |
| 500 m                | Thomas Boucher                                        | Wouter Hebbrecht                                        | Raphael Pfulg                                            |
| 10 000 m à points    | Alexis Contin                                         | Alain Gloor                                             | Fabio Francolini                                         |
| 20 000 m             | Alexis Contin                                         | Andrea Bighin                                           | Alain Gloor                                              |
| 10 000 m par équipes | France Thomas Boucher Alexis Contin Yann Guyader      | Pays-Bas Sjoerd Huisman Mark Horsten Ronald Mulder      | Italie Fabio Francolini Matteo Poletti Patrizio Triberio |
| Longue distance      |                                                       |                                                         |                                                          |
| 42 195 m             | Nicolas Iten                                          | Patrizio Triberio                                       | Roger Schneider                                          |

## Tableau des médailles
- Pays organisateur

| Rang  | Nation    | Or | Argent | Bronze | Total |
| ----- | --------- | -- | ------ | ------ | ----- |
| 1     | France    | 13 | 5      | 3      | 21    |
| 2     | Italie    | 8  | 12     | 8      | 28    |
| 3     | Allemagne | 2  | 1      | 1      | 4     |
| 4     | Suisse    | 1  | 3      | 5      | 9     |
| 5     | Pays-Bas  | 0  | 2      | 3      | 4     |
| 6     | Belgique  | 0  | 1      | 1      | 2     |
| 7     | Espagne   | 0  | 0      | 3      | 3     |
| Total | Total     | 24 | 24     | 24     | 72    |

## Sources
- Résultats des Championnats d'Europe, sur le site rollersisters.com.